# 羅伯特·丹尼·卡邁克爾
羅伯特·丹尼·卡邁克爾（英語：Robert Daniel Carmichael，1879年3月1日—1967年5月2日）是一名美國數學家。

## 生平
卡邁克爾出生於阿拉巴馬州古德沃特。他曾短期就讀於林維爾學院（Lineville College），並於1898年取得學士學位，當時他正在普林斯頓大學攻讀博士學位1911年，卡邁克爾完成了數學博士學位的要求。他的數學博士研究是在美國著名數學家喬治·戴維·伯克霍夫的指導下完成的，被認為是美國人對數學微分方程知識的第一個重大貢獻。
1911至1915年，卡邁克爾在印第安納大學任教。之後，他轉到伊利諾大學厄巴納-香檳分校，從1915年直到1947年退休。
卡邁克爾因其對現在稱卡邁克爾數（費馬偽質數的子集，即滿足費馬小定理所描述的質數屬性的數，儘管它們不是質數）、卡邁克爾總計函數猜想、卡邁克爾定理和卡邁克爾函數的研究而知名，這些研究在數論和質數研究中都非常重要。他發現了最小的卡邁克爾數561，50多年後，證實了有無限多個卡邁克爾數。卡邁克爾也在他1931年的論文《Tactical Configurations of Rank 2》和1937年的著作《Introduction to the Theory of Groups of Finite Order》中描述了施泰納系統 S(5,8,24)，但這個結構通常是以恩斯特·維特命名的，他在1938年重新發現了這個結構。
在印第安納大學期間，卡邁克爾參與了相對論的特殊理論研究。

## 著作
- The Theory of Relativity, 1st edition, New York: John Wiley & Sons, Inc., pp. 74, 1913.
- The Theory of Numbers, New York: John Wiley & Sons, Inc., pp. 94, 1914.[2]
- Diophantine analysis, 1st edition, New York: John Wiley & Sons, Inc., pp. 118, 1915.[2]
- The Theory of Relativity. 2nd edition （页面存档备份，存于）, New York: John Wiley & Sons, Inc., pp. 112, 1920.[3]
- A Debate on the Theory of Relativity, with an introduction by William Lowe Bryan, Chicago: Open Court Pub. CO., pp. 154, 1927.
- The calculus, Robert D. Carmichael and James H. Weaver, Boston/New York: Ginn & company, pp. 345, 1927.
- The Logic of Discovery, Chicago/London: Open Court Publishing CO., pp. 280, 1930;[4][5]Reprinted of Arno press, New York, 1975
- Mathematical Tables and Formulas, Robert D. Carmichael and Edwin R. Smith, Boston: Ginn & company, pp. 269, 1931; Reprint of Dover Publications, Inc., New York, 1962.
- The calculus, revised edition by Robert D. Carmichael, James H. Weaver and Lincoln La Paz, Boston/New York: Ginn & company, pp. 384, 1937.
- Introduction to the Theory of Groups of finite order, Boston/New York: Ginn & company, pp. 447, 1937;[6]Reprint of Dover Publications, Inc., New York, 1956.

## 外部連結
- Robert Daniel Carmichael的作品  - 古騰堡計劃
- 互联网档案馆中羅伯特·丹尼·卡邁克爾的作品或与之相关的作品
- 約翰·J·奧康納; 埃德蒙·F·羅伯遜, ,  （英语）
- 羅伯特·丹尼·卡邁克爾在數學譜系計畫的資料。
- MAA presidents: Robert Daniel Carmichael （页面存档备份，存于）